# Тему (муніципалітет)

Тему (італ. Temù) — муніципалітет в Італії, у регіоні Ломбардія, провінція Брешія.
Тему розташоване на відстані близько 510 км на північ від Рима, 135 км на північний схід від Мілана, 85 км на північ від Брешії.
Населення — 1103 особи (2014).
Щорічний фестиваль відбувається 24 серпня. Покровитель — святий Варфоломій.

## Демографія
Населення за роками:

Станом на 1 січня 2023 року в муніципалітеті офіційно проживало 79 іноземців з 14 країн, серед них 28 громадян країн Євросоюзу та 5 громадян України.

## Сусідні муніципалітети
- Едоло
- Понте-ді-Леньо
- Вецца-д'Ольйо
- Віоне